# Newell Convers Wyeth
Newell Convers Wyeth, noto anche con lo pseudonimo di N. C. Wyeth (Needham, 22 ottobre 1882 – Chadds Ford, 19 ottobre 1945), è stato un illustratore e pittore statunitense di origini inglesi, capostipite di una celebre famiglia di artisti americana. Ebbe come insegnante d'arte Howard Pyle.
Wyeth realizzò più di 3 000 dipinti e illustrazioni per 112 libri, 25 dei quali pubblicati dalla Scribner's, in particolare per la collana letteraria degli Scribner Classics, dove sono presenti le opere che lo resero maggiormente noto. Il primo di questi fu L'isola del tesoro, uno dei suoi capolavori, e il cui ricavato finanziò il suo studio. Durante la sua carriera seguì la maniera realista, in un'epoca in cui la fotografia iniziava a competere con la sua arte. Le sue illustrazioni, spesso guardate e descritte come melodrammatiche, erano scientemente disegnate per una facile e rapida comprensione. Wyeth, che fu sia pittore che illustratore, credeva nella differenza tra queste due materie dichiarando nel 1908: «La pittura e l'illustrazione non possono essere mescolate: non è possibile fondere l'una con l'altra».
È il padre di Andrew ed Ann, e il nonno di Jamie Wyeth, che seguirono tutti le sue orme.

## Biografia

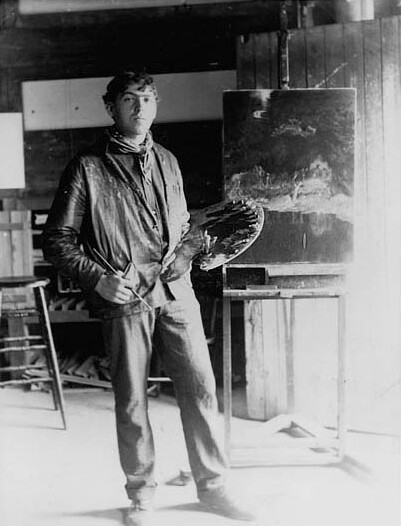
Wyeth nel suo studio (1903 circa).

N. C. Wyeth nacque nel 1882 nel Massachusetts, i suoi genitori si chiamavano: Henriette Zirngiebel Wyeth e Andrew Newell Wyeth II. Un antenato, Nicholas Wyeth, di professione scalpellino, arrivò lì dall'Inghilterra nel 1645. I successori parteciparono ad alcuni conflitti della storia americana, come: le guerre franco-indiane, la guerra rivoluzionaria, la guerra del 1812 e la guerra civile americana, così in famiglia si tramandarono abbonanti aneddoti e diverse tradizioni, alle quali N. C. Wyeth si sentiva profondamente legato e che fornirono più di un utile spunto alla sua arte. I suoi antenati materni provenivano dalla Svizzera e sua madre ebbe contatti con personalità del tempo come Henry David Thoreau ed Henry Wadsworth Longfellow, che egli conobbe durante la sua infanzia. Il suo apprezzamento letterario e il suo talento artistico sembran così esser stati influenzato dalla madre.
Fu il maggiore di quattro fratelli che trascorrevano assieme molto tempo all'aperto, svolgendo attività venatorie, ittiche e tanto altro, e svolgendo lavori domestici presso la loro fattoria. I suoi varii interessi giovanili e la sua capacità osservativa contribuirono in seguito all'autenticità delle sue illustrazioni e ovviarono alla necessità di modelli: «Quando dipingo una figura a cavallo, un uomo che ara, o una donna coinvolta dal vento, ho un acuto senso senso della tensione muscolare».
Sua madre incoraggiò la sua precoce inclinazione verso l'arte. Wyeth realizzava eccellenti acquerelli già all'età di dodici anni. Frequentò la Mechanics Arts School per studiare disegno, proseguendo alla Massachusetts Normal Art School (oggi chiamata "Massachusetts College of Art and Design"), dove l'insegnante di pittura, Richard Andrew, gli consigliò di fare l'illustratore, e poi alla Eric Pape School of Art per imparare l'illustrazione, sotto George Loftus Noyes e Charles Wellington Reed.

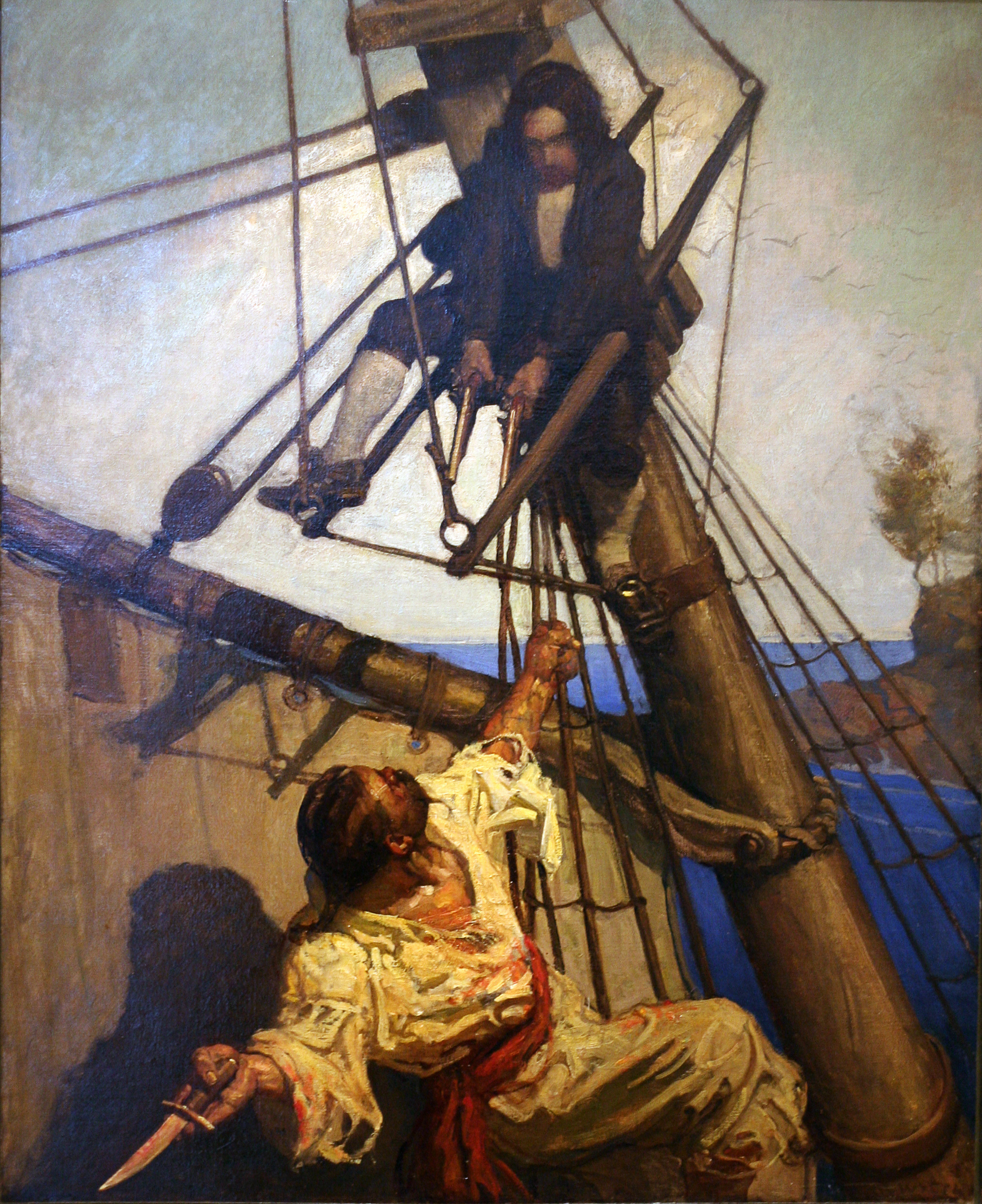
One More Step, Mr. Hands ("Un altro passo..."), illustrazione tratta da un'edizione americana dell'Isola del tesoro (1911) di Robert Louis Stevenson.

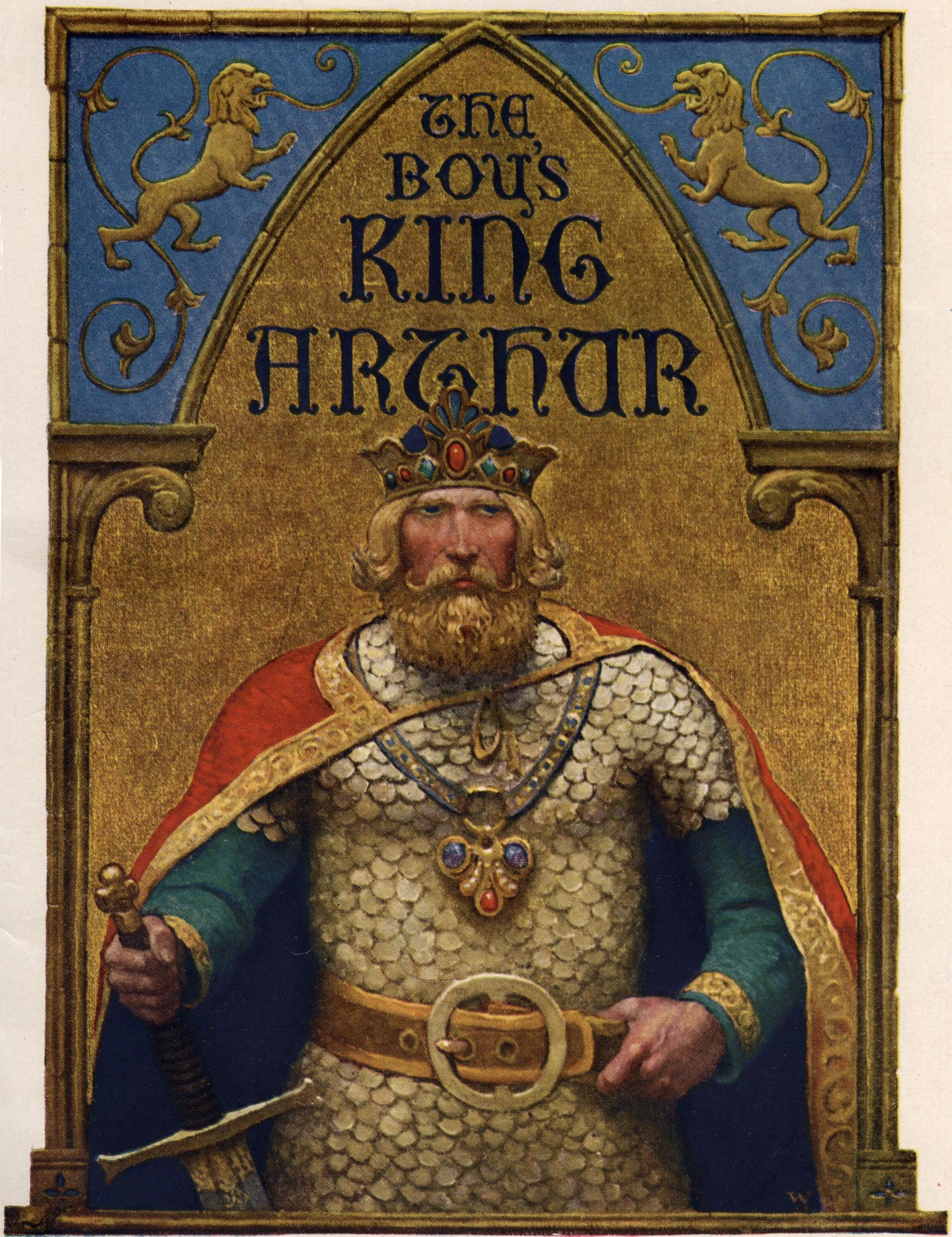
Frontespizio di una riduzione per ragazzi de La morte di Artù (1917-1922), elaborata da Sidney Lanier.

Dopodiché Wyeth si recò alla valle del Brandywine per studiare con Howard Pyle, stabilendosi infine a Chadds Ford, cittadina della Pennsylvania. Il primo incarico come illustratore gli fu commissionato dal Saturday Evening Post, per la copertina del 21 febbraio 1903, dove gli fu chiesto di rappresentare un atleta specializzato in sella ad un cavallo imbizzarrito (Bucking Bronco). Quell'anno descrisse il suo lavoro come animati da «soggetti americani veri e solidi, niente di estraneo in loro».
La commissione gli valse un notevole risultato per un artista all'epoca ancora ventenne, dopo solo pochi mesi sotto la guida di Pyle. Nel 1904, la stessa rivista gli commissionò di illustrare una storia western, e Pyle esortò Wyeth ad andare in Occidente per acquisire una conoscenza diretta, proprio come Zane Grey aveva fatto per i suoi romanzi western. Nel Colorado, lavorò come cowboy insieme ai "punchers" professionisti, spostando il bestiame e svolgendo lavori nel ranch. Visitò i Navajo dell'Arizona e del Nuovo Messico, e acquisì una comprensione della cultura aborigena americana. Quando gli fu sottratto del denaro, dovette trattenersi qualche altro momento nell'area, guadagnando per tornare a casa, quindi lavorò come postino, muovendosi costantemente tra le Two Grey Hills, la stazione commerciale del Nuovo Messico e Fort Defiance, nell'Arizona. Scrisse a casa: «La vita è meravigliosa, strana, il suo fascino mi afferra come un animale invisibile, sembra sussurrare: “Torna indietro, il tuo posto è qui, questa è la tua vera casa”».
In un secondo viaggio, due anni dopo, raccolse informazioni sull'attività mineraria e portò a casa costumi e manufatti, inclusi abiti da cowboy e nativi americani. I suoi primi viaggi negli Stati Uniti occidentali ispirarono un periodo di immagini su cowboy e nativi che resero intenso e sublime l'immaginario del Vecchio West.
Al ritorno a Chadds Ford, dipinse una serie di scene di fattorie per la Scribner's, trovando il paesaggio meno drammatico di quello occidentale, ma comunque un ambiente ricco per la sua arte: «Tutto risiede nelle sue sottigliezze, tutto è così gentile e semplice, così inalterato». Il suo dipinto Mowing (1907), non realizzato a scopo illustrativo, fu tra le sue immagini di vita rurale di maggior successo.
Nel 1906, Wyeth si sposò con Carolyn Brenneman Bockius da Wilmington. Nel 1908 si trasferirono di nuovo nella sua città d'adozione a Chadds Ford, lungo il fiume Brandywine. I Wyeth crearono una famiglia stimolante grazie ai loro talentuosi figli: Andrew, Henriette, Carolyn, Ann e Nathaniel Wyeth. Nel 1937, Nathaniel sposò la nipote di Howard Pyle. Wyeth fu molto socievole e tra i visitatori frequenti presso la sua casa vi erano F. Scott Fitzgerald, Joseph Hergesheimer, Hugh Walpole, Lillian Gish e John Gilbert.
Secondo Andrew, che trascorreva la maggior parte del tempo con suo padre a causa dei problemi di salute di cui soffriva durante l'infanzia, Wyeth era un padre severo ma paziente che non si esprimeva presuntuosamente ai suoi figli. Il lavoro da illustratore diede alla famiglia una certa libertà finanziaria, cosa che permise loro tutti di dedicarsi alle proprie inclinazioni artistiche e scientifiche.
Andrew divenne uno dei più importanti pittori americani della seconda metà del XX secolo, e anche Henriette e Carolyn divennero pittrici; Ann divenne sia pittrice che compositrice. Nathaniel divenne un ingegnere per la DuPont e lavorò nella squadra di ricerca che inventò la bottiglia di plastica per la soda. Henriette ed Ann sposarono due dei protetti di Wyeth, Peter Hurd e John W. McCoy. Wyeth è il nonno dei pittori Jamie Wyeth e Michael Hurd, e del musicista Howard Wyeth.
Nel 1911, Wyeth incominciò una prolifica attenzione su soggetti per la letteratura classica, via via discostandosi dal genere western. Dipinse quindi una serie, ritenuta da molti il suo miglior gruppo di illustrazioni, per un'edizione americana de L'isola del tesoro (1911) di Robert Louis Stevenson. Quest'opera lo rese famoso e il ricavato di questo grande successo finanziò la sua casa e il suo studio. Egli lavorò anche su altri libri: Il ragazzo rapito (1913), Robin Hood (1917), L'ultimo dei Mohicani (1919), Robinson Crusoe (1920), Rip van Winkle (1921), La compagnia bianca (1922), e il Cucciolo (1939). È anche accreditato nella redazione di rinomati periodici, tra i quali: Century, Harper's Monthly, Ladies' Home Journal, McClure's, Outing, Popular Magazine, e la casa editrice Scribner's.
Nel 1914, Wyeth iniziò ad avvertire fastidio per la popolarità della sua opera, e il resto dei suoi li passò richiudendosi lentamente a vita privata, accusando se stesso di «lamentarsi del successo» che avevano ancora le sue illustrazioni e immagini che riteneva "superficiali". Si lamentava degli uomini d'affari «che vogliono comprarmi pezzo per pezzo» e che: «un'illustrazione dev'essere semplificata, non solo nella sua affermazione scenica, ma anche perché si deve adattare alle limitazioni degli incisori e della stampa. Già solo questo uccide l'ispirazione necessaria all'elaborazione pensata di un soggetto. Invece di esprimere quel sentimento interiore, esprimi il pensiero esteriore… o l'imitazione di quel sentimento».
Wyeth disegnò anche poster, calendari e pubblicità per grandi azione come Lucky Strike, Cream of Wheat e Coca-Cola, nonché opere di Beethoven, Wagner e Liszt per la Steinway & Sons. Inoltre dipinse murali rappresentanti soggetti storici e allegorici per la Federal Reserve Bank di Boston, la Westtown School, la First National Bank (sempre a Boston), l'Hotel Roosevelt, la Franklin Savings Bank, la National Geographic Society, la Wilmington Savings Fund Society, ed altri enti e istituzioni, e in residenze e palazzi. Nel primo dopoguerra, contribuì alla propaganda statunitense con immagini patriottiche per agenzie governative e private.

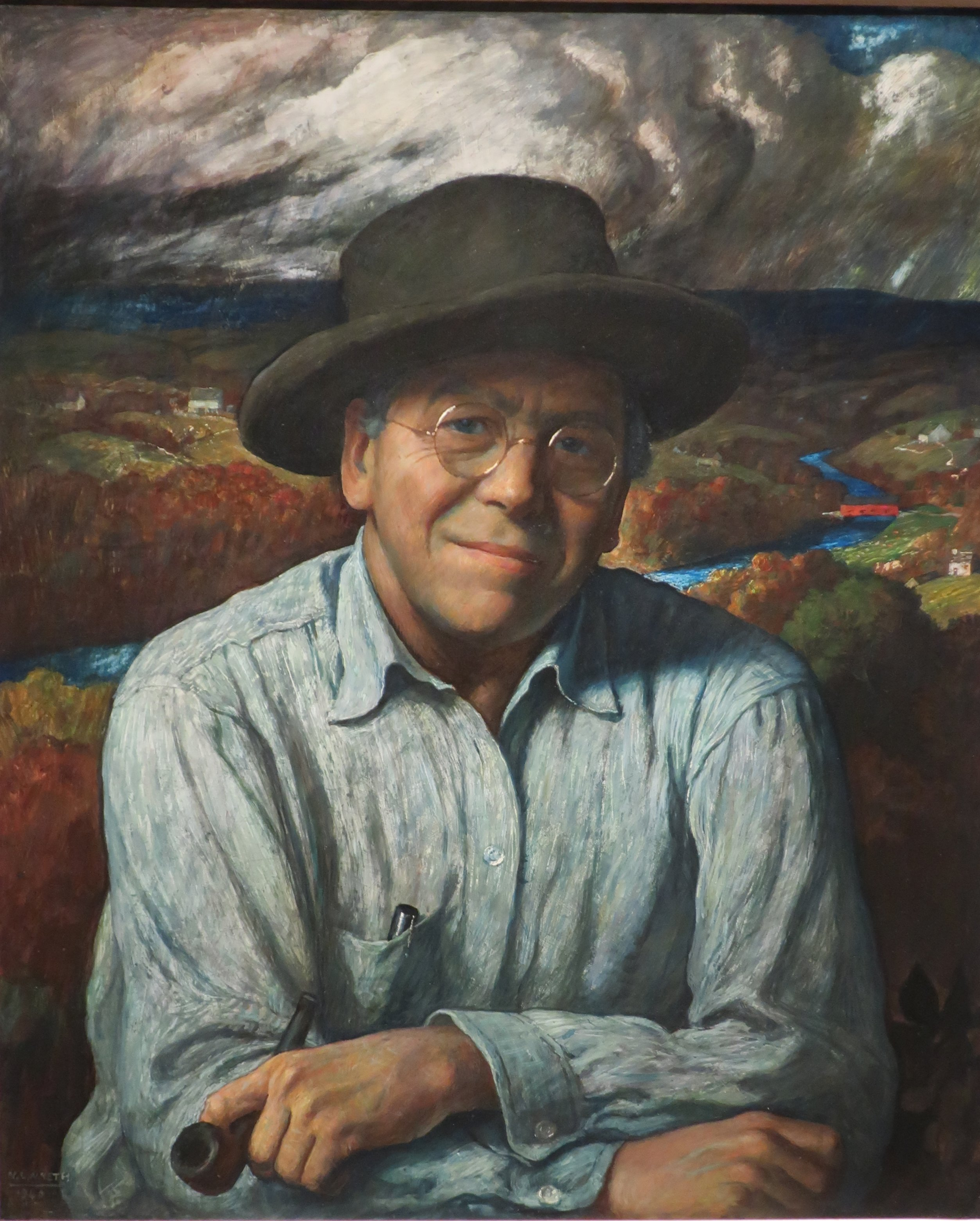
Autoritratto del 1940.

I suoi ritratti e dipinti di paesaggi cambiarono continuamente stile nel corso della sua vita, poiché dapprima sperimentò l'impressionismo negli anni dieci (sentendo un'affinità con il vicino "New Hope Group"), e i principi del pittore divisionista Giovanni Segantini, poi negli anni trenta virò al realistico regionalismo americano di Thomas Hart Benton e Grant Wood, dipingendo con olii sottili e, occasionalmente, con tempere all'uovo. Questo fu il mezzo preferito da suo figlio Andrew e presentato a entrambi da suo genero Peter Hurd. Wyeth dipingeva rapidamente, e sperimentava, spesso lavorando su una scala (di base; tele e pareti) più ampia del necessario, in linea con la sua visione energica e grandiosa che si rifaceva al suo passato ancestrale. È nota la sua capacità di realizzazione nel concepire, disegnare e dipingere un grande dipinto in appena tre ore.
Wyeth realizzò quattro illustrazioni per un'edizione del 1939 del romanzo Ramona di Helen Hunt Jackson, che racconta di un'orfana di famiglia mista (scozzese e nativa americana) vivente nel sud della California dopo la guerra messico-statunitense. La seconda illustrazione delle quattro, raffigurante la tensione tra Ramona e sua madre, la Señora Moreno, è stata ritrovata ottant'anni dopo, in un negozio di oggetti di seconda mano per risparmiatori, venduta a 4 dollari, ma in seguito battuta all'asta per 191.000 dollari nel 2023.
Nel giugno del 1945 ricevette la laurea honoris causa di Master of Arts dal Bowdoin College. Wyeth è stato membro della National Academy, della Society of Illustrators, del Philadelphia Water Color Club, socio corrispondente della Pennsylvania Academy of the Fine Arts, della Philadelphia Art Alliance, della Chester County Art Association e della Wilmington Society of the Fine Arts (oggi Delaware Art Museum). Nell'ottobre dello stesso anno, Wyeth e suo nipote (il figlio di Nathaniel, il cui nome era anche Newell) subirono un incidente mentre erano a bordo dell'automobile, che fu colpita da un treno merci della filiale Octoraro diretto a sud (della Filadelfia-Baltimora), su un passaggio a livello in prossimità della tangenziale vicino della loro casa-studio a Chadds Ford. Il veicolo dei Wyeth fu trasportato  parallelamente lungo la linea ferroviaria, ribaltandosi più volte prima di fermarsi. All'epoca, Wyeth stava lavorando a un ambizioso ciclo di murali per la Metropolitan Life Insurance Company raffigurante i Pellegrini a Plymouth. La serie d'affreschi venne completata da Andrew Wyeth e John McCoy.

## Opere

L'alchimista (1937).

Importanti collezioni pubbliche dell'opera di Wyeth sono esposte al Brandywine River Museum di Chadds Ford, e nel Maine: sia presso il Museo d'arte di Portland e sia al Farnsworth Art Museum di Rockland. Il Brandywine River Museum offre visite guidate alla casa museo ("N. C. Wyeth House and Studio") di Chadds Ford. La sua dimora e il suo studio sono stati designati come National Historic Landmark nel 1997 e sono aperti al pubblico. L'atelier personale è tutt'oggi allestito proprio come fu lasciato: la tavolozza che usò il giorno della sua morte si trova accanto alla sua ultima tela.
Illustraziozioni
- Robert Louis Stevenson, Treasure Island (Charles Scribner's Sons, New York, 1911)
- Robert Louis Stevenson, Kidnapped (Charles Scribner's Sons, New York, 1913)
- Samuel Clemens/Mark Twain, The Mysterious Stranger (Harper, 1916)
- Robert Louis Stevenson, The Black Arrow (Charles Scribner's Sons, New York, 1916)
- Paul Creswick, Robin Hood (David McKay, Philadelphia, 1917)
- Jules Verne, The Mysterious Island (Charles Scribner's Sons, New York, 1918)
- James Fenimore Cooper, The Last of the Mohicans (Charles Scribner's Sons, New York, 1919)
- Thomas Malory, The Boy's King Arthur (Charles Scribner's Sons, New York, 1920)
- Charles Kingsley, Westward Ho! (Charles Scribner's Sons, New York, 1920)
- Daniel Defoe, Robinson Crusoe (Cosmopolitan Book Corp., 1920)
- Washington Irving, Rip van Winkle (David McKay, Philadelphia, 1921)
- Henry Wadsworth Longfellow, The Courtship of Miles Standish (Harrap, 1921)
- Joseph Walker McSpadden e Charles Wilson, Robin Hood (Harrap, 1921)
- Jane Porter, The Scottish Chiefs (Hodder, 1921)
- Arthur Conan Doyle, The White Company (Cosmopolitan Book Corp. 1922)
- James Brander Matthews, Poems of American Patriotism (Charles Scribner's Sons, New York, 1922)
- Thomas Bulfinch, Legends of Charlemagne (David McKay, Philadelphia, 1924)
- Robert Louis Stevenson, David Balfour (Charles Scribner's Sons, New York, 1924)
- James Fenimore Cooper, The Deerslayer (Charles Scribner's Sons, New York, 1925)
- Francis Parkman, The Oregon Trial (Little Brown, 1925)
- Jules Verne, Michael Strogoff (Charles Scribner's Sons, New York, 1927)
- John Boyd, Drums (Charles Scribner's Sons, New York, 1928)
- Homer, The Odyssey (Houghton, 1929)
- Philip Ashton Rollins, Jingle Bob: A True Story of a real Cowboy (Charles Scribner's Sons, New York, 1930)
- ____ The Parables of Jesus (David McKay, Philadelphia, 1931)
- John William Fox junior, The Little Shepherd of Kingdom Come (Charles Scribner's Sons, New York, 1931)
- Henry David Thoreau, Men of Concord (Houghton Mifflin, 1936)
- Helen Hunt Jackson, Ramona (Little Brown, 1939)
- Marjorie Kinnan Rawlings, The Yearling (Charles Scribner's Sons, New York, 1939)

Altro
- Mowing (1907)
- Long John Silver and Hawkins (1911)
- The Long Roll (1911)
- The Great Train Robbery (1912)
- Cease Firing (1912)
- The Sampo: A Wonder Tale of the North (1912)
- The Fence Builders (1915)
- The Mysterious Stranger (1916)
- The Scottish Chiefs (1921) di Jane Porter (originariamente pubblicato nel 1809)
- Stand and Deliver (1921)[27]
- Rip Van Winkle (1921)
- The Giant (1922)
- Drums (1925, ristampato nel 1928 e nel 1953) di James Boyd, illustrazioni di N. C. Wyeth OCLC 246805249 and OCLC 485435631
- The Deerslayer (Scribner's, 1925; ristampato nel 1929) di James Fenimore Cooper (originariamente pubblicato nel 1841) OCLC 1301654[28]
- Reception to Washington on April 21, 1789, at Trenton on his way to New York to Assume the Duties of the Presidency of the United States (1930), un grande affresco murale[29]
- Apotheosis of the Family (1932):[30] un murale che include likenesses di membri della famiglia Wyeth, situato in un edificio nel centro di Wilmington del Delaware[27]
- Dying Winter (1934)
- Men of Concord and some others as portrayed in the Journal of Henry David Thoreau (1936), a cura di Francis H. Allen, illustrazioni di N.C. Wyeth OCLC 275651
- The Alchemist (1937)
- They Took Their Wives with Them on Their Cruises (1938)[31]
- Deep Cove Lobsterman (1939)
- The War Letter (1944)
- Nightfall (1945)

## Galleria d'immagini

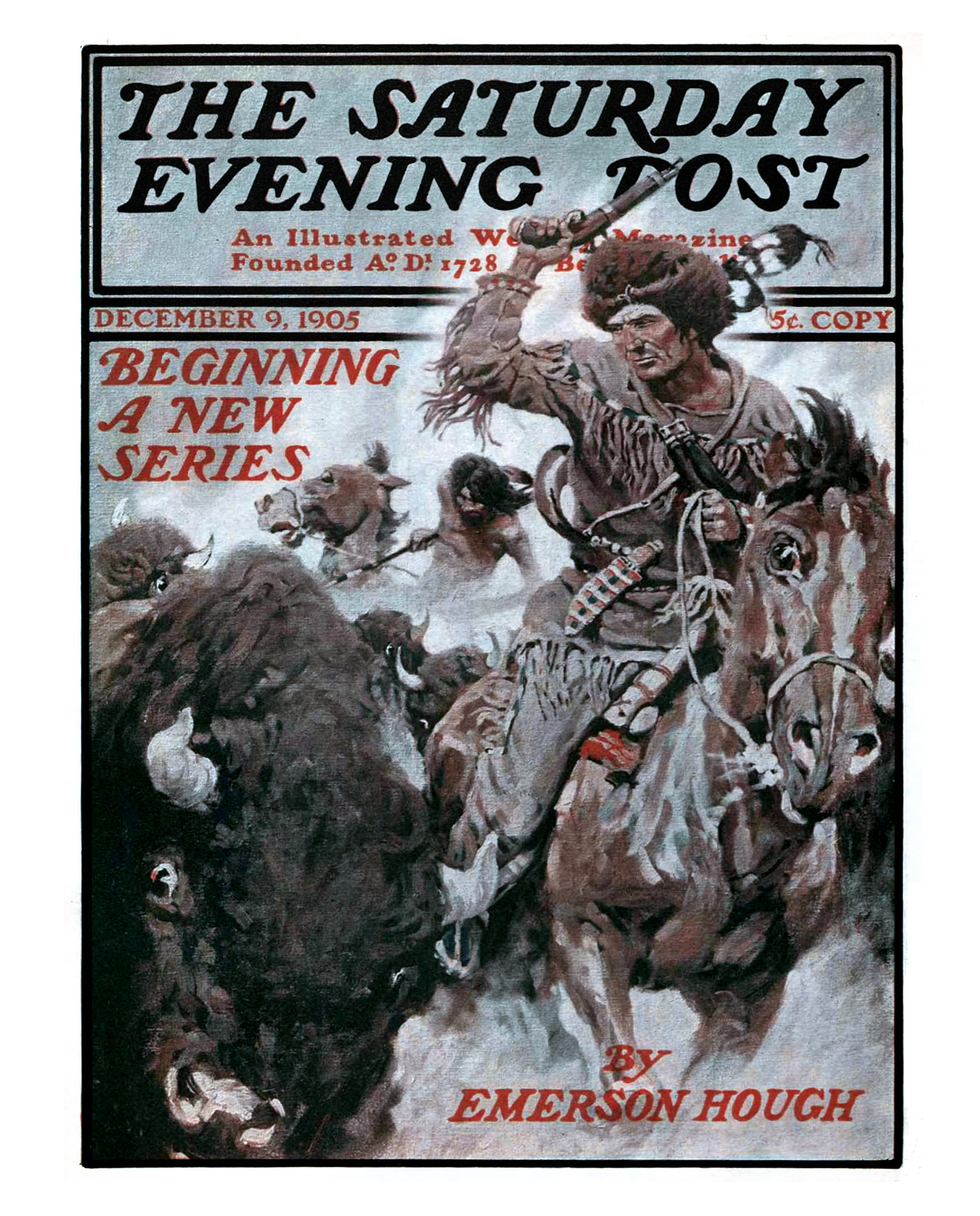
Copertina del Saturday Evening Post (9 dicembre 1905).
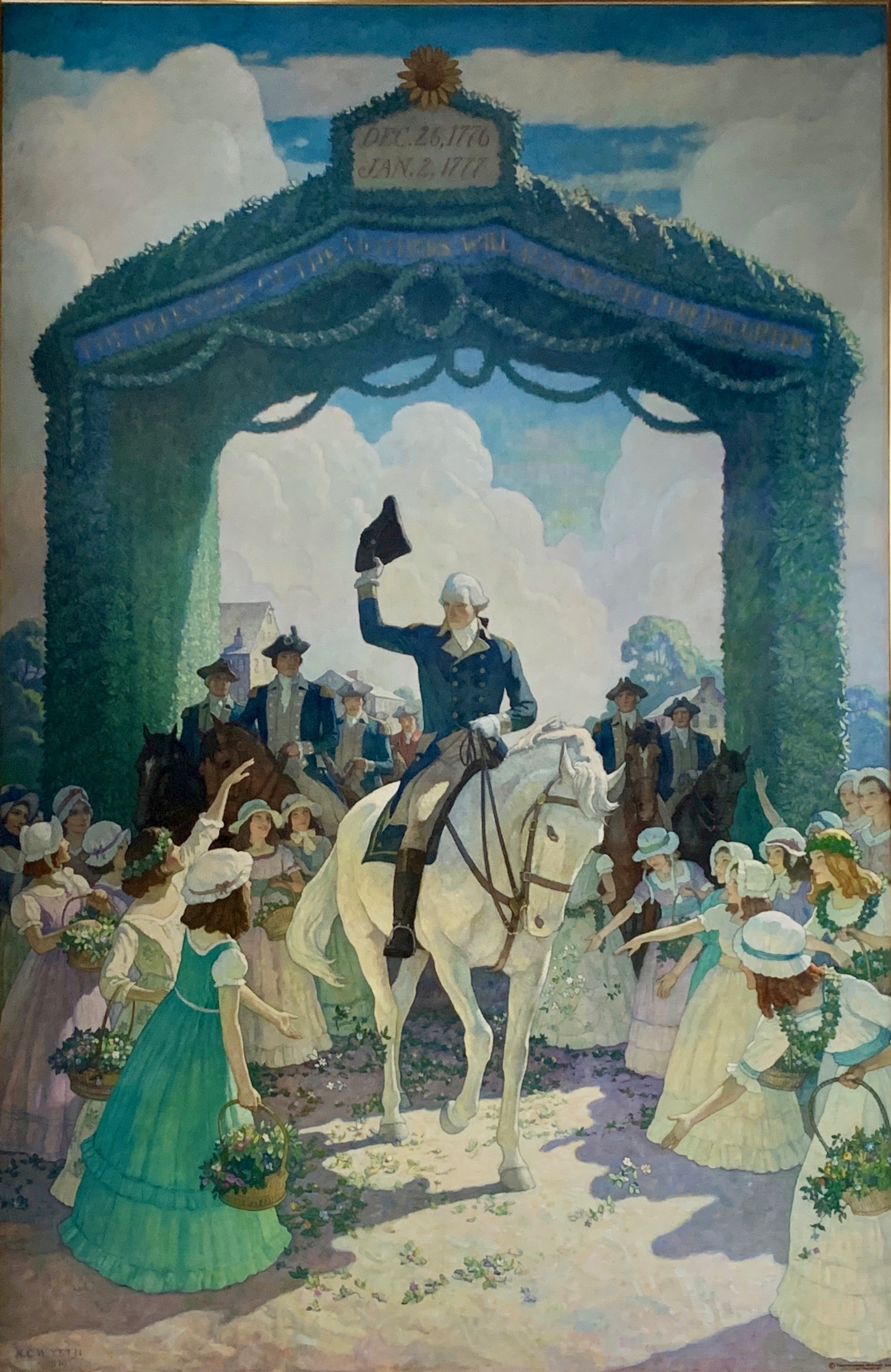
Reception to Washington on April 21, 1789, at Trenton on his way to New York to Assume the Duties of the Presidency of the United States, ritratto immaginario e monumentale situato a Trenton (1930).
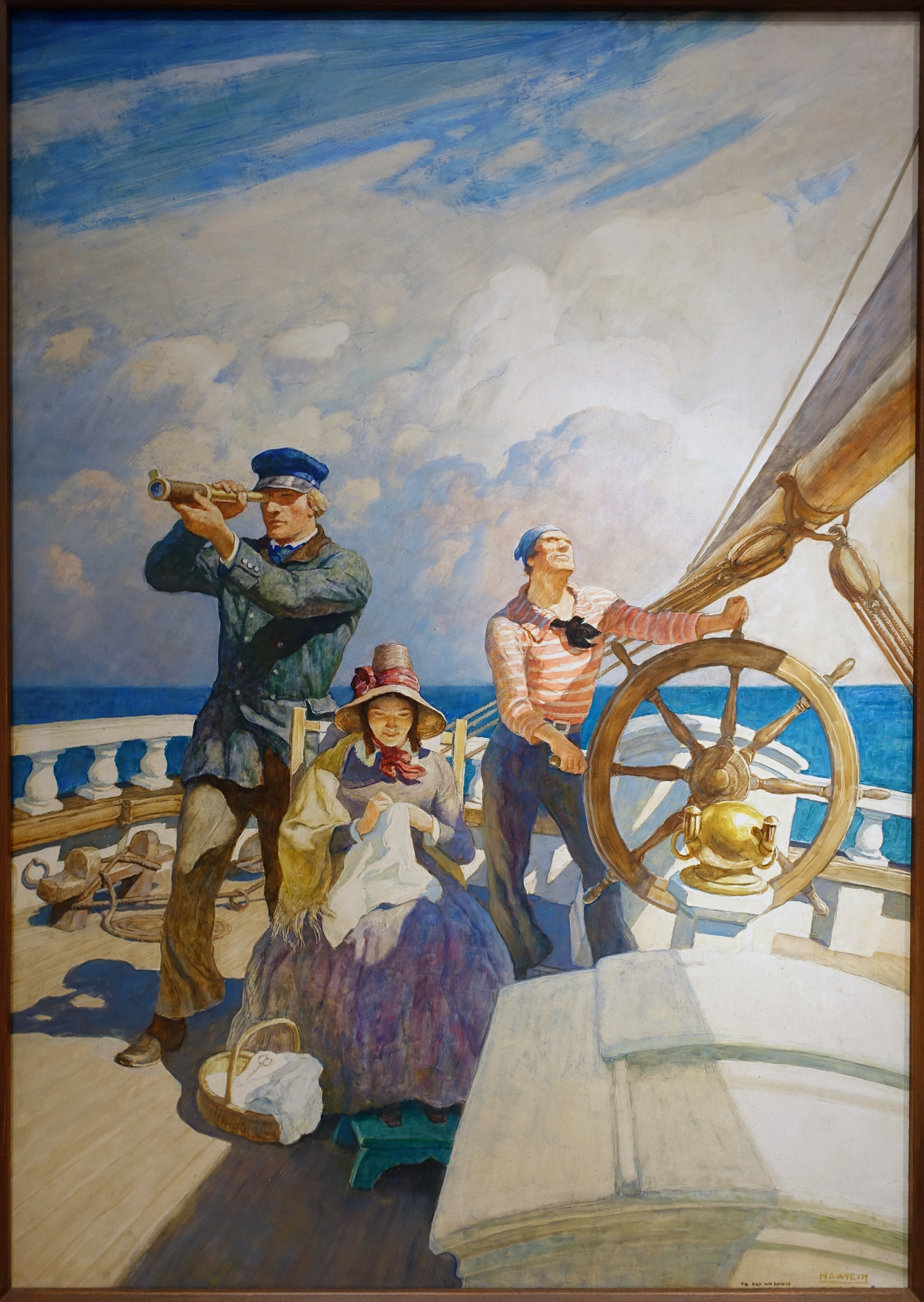
They Took Their Wives with Them on Their Cruises (1938 circa).
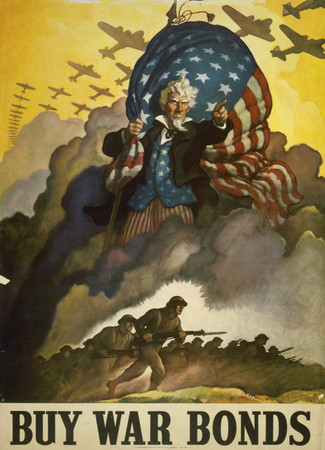
Fighting Uncle Sam (1942; Manifesto propagandistico del Ministero del Tesoro degli Stati Uniti).